# Lezcairu

Lezcairu (Lezkairu en euskera y oficialmente) es un nuevo barrio de Pamplona (España), cuyo proyecto urbanístico se inició en 2006 y se completó en 2021. Linda al norte con el Segundo Ensanche, al sur con la localidad de Mutilva, y al oeste con el barrio de la Milagrosa (Arrosadia en euskera), donde se encuentra el campus de la Universidad Pública de Navarra. Su trazado urbano imita las manzanas cuadradas del Segundo Ensanche de Pamplona.
El nombre del barrio es un topónimo vasco que, según la Base de Datos Onomástica Vasca de la Real Academia de la Lengua Vasca, cuenta con registros al menos hasta el siglo XVI, bajo denominaciones como leyscarua, leyzcarua, lescayrua, lezcayrua y, desde el siglo XVII, ya como lezcairu.  El nombre hace referencia a los carrizos (lezka, en euskera) que abundaban en el lugar.
Antes de su moderna urbanización, el barrio presentaba un aspecto rural, con algunas casas y edificios que han sido posteriormente demolidos. De las construcciones anteriores mantenidas tras la nueva urbanización, la más destacada es el convento de las Monjas Blancas. Por el terreno del actual barrio pasaban las canalizaciones de la traída de aguas desde Subiza del siglo XVIII. La urbanización ha preservado un tramo de estas canalizaciones, además de la Fuente de la Teja, famosa entre los pamploneses, desmontada para las obras de su ubicación original.
La planificación inicial del barrio preveía la construcción de unas 6.000 viviendas, próximas al Segundo Ensanche. Los edificios son de alta calidad y prestan una especial atención a la eficiencia en el consumo energético. Entre ellos se encuentra el edificio Thermos, primer bloque de viviendas residenciales Passivhaus en España. En el barrio también se sitúa el primer edificio de Pamplona con paneles fotovoltaicos en la fachada.
Según datos del padrón de Pamplona, el barrio contaba en enero de 2024 con 9.586 personas empadronadas: 4.978 mujeres y 4.608 varones. En 2006, antes del comienzo del desarrollo urbanístico, el barrio contaba apenas con 363 empadronados. El perfil actual de los empadronados responde a familias jóvenes con hijos.
El barrio cuenta con una plaza central de 13.000 m², que toma el nombre de Maravillas Lamberto, víctima de la guerra civil española. Sus arterias principales son la avenida Juan Pablo II en el eje norte-sur, y la calle de Cataluña en el eje este-oeste, donde se sitúa el parque Alfredo Landa, de 39.500 m². En total, el barrio cuenta con 250.000 m² de parques y plazas, y con 95.000 m² de equipamiento médico, deportivo, educativo y cultural. El Centro de Salud de Lezkairu fue inaugurado en noviembre de 2022. En 2025, el Ayuntamiento de Pamplona instaló en el barrio un aparcamiento disuasorio con capacidad para albergar 241 coches. 

## Instalaciones deportivas
Las transformación urbanística del barrio hizo desaparecer en 2008 el viejo campo de fútbol de tierra donde jugaba el C.D. Lezkairu, el equipo del barrio antiguamente denominado C.D. Lezkairu-Rematxa. En 2011, entró en funcionamiento el nuevo campo de fútbol descubierto, con unas dimensiones de 90x54 metros, con iluminación, hierba artificial, grada de tres niveles de asientos con capacidad para 500 espectadores y un edificio de vestuarios, que cuenta con cuatro vestuarios para jugadores, dos para árbitros, aseos, despacho, almacén y sala de instalaciones.

## Arte público
El barrio cuenta con una estatua figurativa de Juan Pablo II, situada en la rotonda entre la avenida a la que da nombre el propio papa y la calle del Monte Monjardín. Obra del escultor polaco Stanislaw Radwanski, se trata de una escultura realizada en bronce, de tres metros de altura y 975 kilos de peso. Fue inaugurada en 2010, fruto de un acuerdo de colaboración cultural entre Pamplona y la ciudad polaca de Torún. 
Además, el Parque de las Pioneras, espacio público de 82.500 m² que une los barrios de Lezcairu y Mendillorri, cuenta con un mural que rinde homenaje a 47 mujeres pioneras en diversas disciplinas. El mural, titulado Senda de las Pioneras, es una obra colectiva de ocho pintoras locales.  Desde su inauguración en 2022, esta obra ha sufrido varios ataques vandálicos. 
Al margen del arte público, en el barrio se encuentra La Fábrica de Gomas, una galería de arte y espacio de creación que programa exposiciones, talleres, conferencias y realiza múltiples actividades culturales. En este espacio se rodó en noviembre de 2021 la película Bajo terapia (2023), dirigida por Gerardo Herrero. 

## Transporte urbano
Líneas del Transporte Urbano Comarcal que comunican el barrio de Lezcairu con el resto de la ciudad y la Cuenca de Pamplona.
| Eskualdeko Hiri Garraioa/Transporte Urbano Comarcal |                                                   |                                                   |
| Inicio                                              | Línea                                             | Fin                                               |
| Berriozar                                           | 17                                                | Mutiloa/Mutilva                                   |
| Merindadeak/Merindades                              | 22                                                | Mutiloa/Mutilva                                   |
| Bianako Printzea/Príncipe de Viana                  | 25                                                | Mutiloa/Mutilva                                   |
| Nafarroako Gorteak/Cortes de Navarra                | N8                                                | Mutiloa/Mutilva                                   |
| Taxi Iruñerria                                      |                                                   |                                                   |
| Zona                                                | A                                                 | A                                                 |
| Estaciones                                          | Ioan Paulo IIaren etorbidea/Avenida Juan Pablo II | Ioan Paulo IIaren etorbidea/Avenida Juan Pablo II |